# エドウィン・O・ライシャワー
エドウィン・オールドファザー・ライシャワー（英語: Edwin Oldfather Reischauer, 1910年10月15日 - 1990年9月1日）は、アメリカ合衆国の外交官、東洋史研究者、ハーバード大学教授。
1955年（昭和30年）から1963年（昭和38年）までハーバード燕京研究所所長を務める。1961年（昭和36年）から1966年（昭和41年）まで、駐日アメリカ合衆国大使を務める。大使退任後はハーバード大学日本研究所所長として歴史に限らず日本研究を推し進め、後進の指導にも尽力した。その功績から同研究所は1985年（昭和60年）にライシャワー日本研究所と改称されている。

## 生涯

### 生い立ち

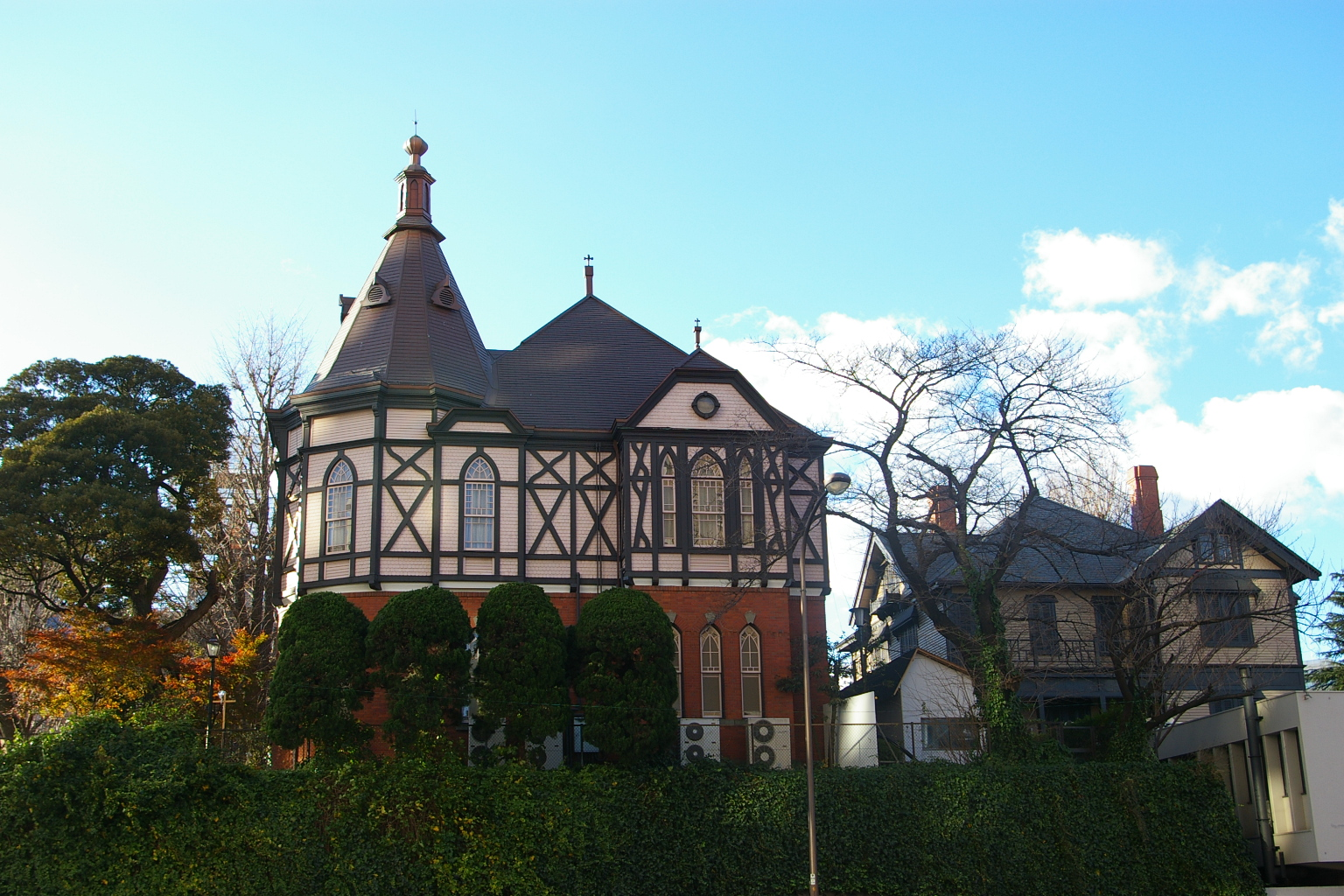
明治学院

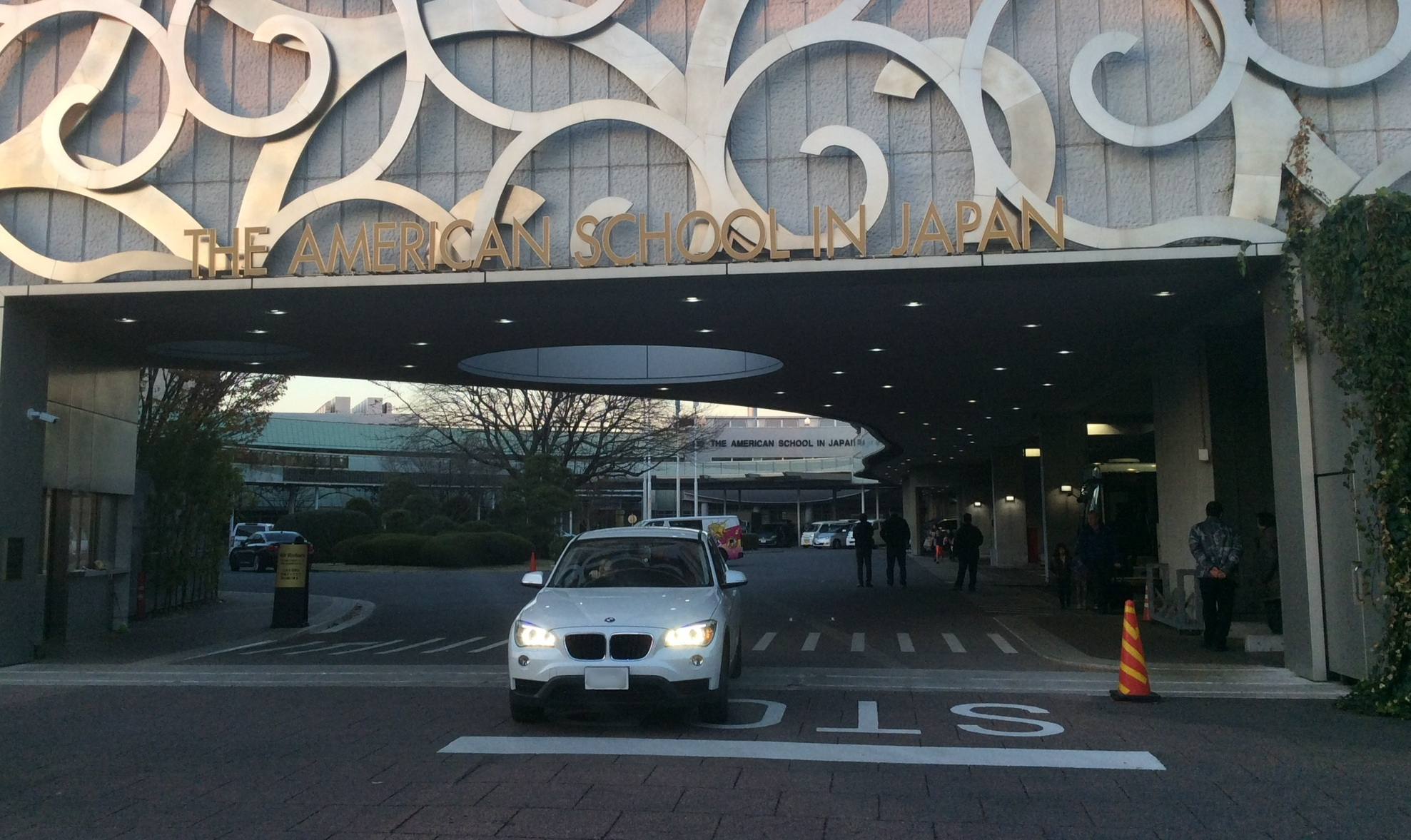
アメリカンスクール・イン・ジャパン（2016年12月現在）

1910年（明治43年）10月15日にキリスト教長老派教会宣教師で東京女子大学創立に関わったオーガスト・カール・ライシャワーの次男として、東京府東京市芝区白金台町の明治学院内宣教師住宅で生まれる。
ライシャワー家はオーストリア系移民で、祖父は南北戦争で北軍に従軍し父は宣教師として日本に派遣 されている。生家は東京都東村山市の明治学院中学校・明治学院東村山高等学校の敷地内へ移築されている。
なお幼少の頃より日本人の家政婦から日本語を教わるも、大学院進学後日本語を本格的に学ぶまでは、片言のままであった。

### 少年時代
多くの在京アメリカ人子弟と同様、小学校と中学校をアメリカ人向けナショナルスクールである築地のアメリカンスクール・イン・ジャパン (ASIJ) で学び、兄弟ともに日本生まれから「ボーン・イン・ジャパン (BIJ)」と呼ばれ、後に自らを「たまたま日本に生まれたアメリカ人」と語る。
アメリカンスクール・イン・ジャパン在学時には、現在まで残る校内新聞「ランタン」の創刊にも関わったほか、スポーツにも熱心に打ち込んだ。
また父親の知人、使用人、軽井沢の別荘に滞在する日本人子弟と交流し、1923年（大正12年）の関東大震災時には軽井沢を訪れていたため被害を免れ、軽井沢に疎開で訪れる被災者を家族や知人らと軽井沢駅で支援している。後に共産主義者でスパイで知られるカナダ人外交官エドガートン・ハーバート・ノーマンは、当時軽井沢でテニスを交えた知人である。のちの自伝には「夏の軽井沢は単なる休暇ではなく、それ自体として一つの生活のようにさえ思えた。東京にはずっと長く住んだはずなのに、細部の記憶は軽井沢のほうがはるかに多い」（『ライシャワー自伝』）と記している。なお軽井沢にはライシャワー別荘が現存しており、国の登録有形文化財に登録されている（非公開）。

### 大学と大学院
1927年（昭和2年）に家族とともにアメリカに転居しオバーリン大学に入学、「1860年以前の日米関係」という論文を残す。
オバーリンを卒業後は、ハーバード大学文理学部の大学院に進学する。1981年（昭和56年）4月22日のハーバード大学での最終講義では「私がここに初めて来たとき、東アジア研究に興味を持っていた大学院生は2人しかいなかった。私と兄だ」と往時を回顧している。

### ハーバード大学講師

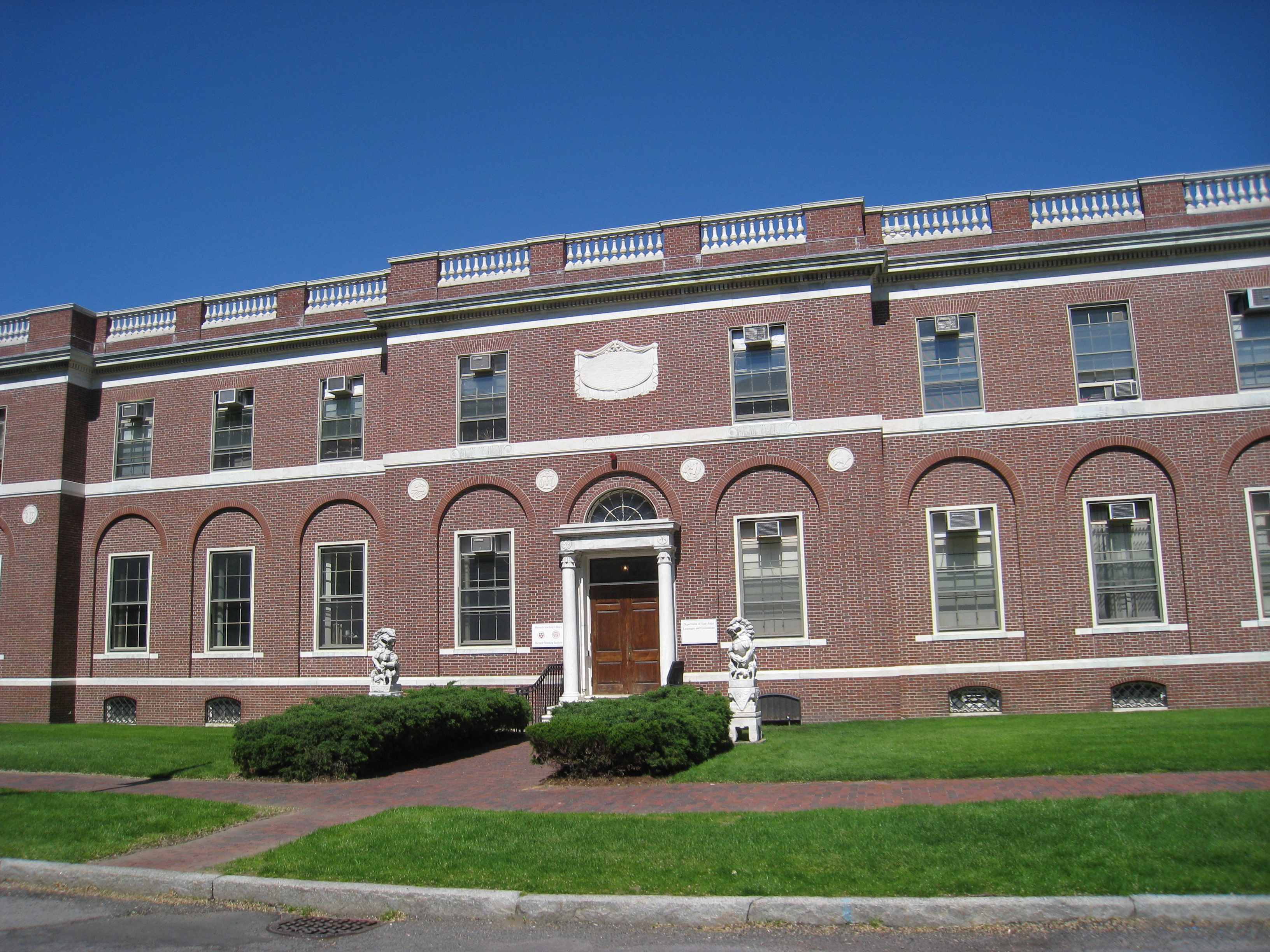
ハーバード燕京研究所

1933年（昭和8年）には、ハーバード燕京研究所所長で当時数少ない日本文学者であったセルゲイ・エリセーエフより、フランスと日本・中華民国で研修を行い、ここで初めて本格的に日本語を学ぶ。
その後、エリセーエフが設立を計画している極東言語学部において日本語の講師として教鞭を取ることを依頼される。同年パリにある国立現代東洋語学校へ向かい、日本語と中国語を学んだ。
ヨーロッパ留学中に、オランダやオーストリア、ドイツ、チェコスロヴァキア等を旅し、ドイツでは、レーム事件の現場に居合わせている。このヨーロッパ旅行中、オーストリアのザルツブルクを訪れた際に、丘の上の古城から見たザルツブルクの風景が、日本の城下町に似ている事に気付き、日本とヨーロッパの歴史の類似性、及び、日本の近代化における封建時代の重要性に気がついたと、後年、回想している。（NHK『日本への自叙伝』）1935年（昭和10年）には日本へと移る。

### マッキューン＝ライシャワー式考案
日本への帰国後は東京帝国大学文学部の初の外国人特別研究生となり、同年7月にはパリ大学の学生だったアドリエン (Adrienne Darnton) と東京で結婚した。その後京都帝国大学文学部国史学科の特別研究生となり、円仁の日記の翻訳などを手がけた。1938年（昭和13年）には京城（現在のソウル）に3か月滞在し、ジョージ・M・マッキューンとともに朝鮮語ローマ字の表記として有名になる「マッキューン＝ライシャワー式」を考案した。
その後日中戦争最中の1937年（昭和12年）11月に北京へ向かい、燕京大学で研究活動を行う傍ら中国文化院で中国語を学んだ。これに先立つ8月には、研修のため日本と中国を訪れた、実兄でプリンストン大学教授のロバート・カール・ライシャワー博士 (Dr. Robert Karl Reischauer, 1907年-1937年) が、訪問先の上海で中華民国国軍機の爆撃を受け死亡した（国民党軍機による上海空爆）。1938年（昭和13年）にはハーバード大学に戻り、日本語と中国語の講師となり、1939年（昭和14年）には『入唐求法巡礼行記』の研究で博士号を授与された。

### 第二次世界大戦前後
1941年（昭和16年）には国務省の依頼を受けて極東課で数か月間働き、その後再びハーバード大学に戻るものの、同年12月の第二次世界大戦へのアメリカの参戦、日本との開戦後の1942年（昭和17年）にはアメリカ陸軍通信隊の依頼で日本語の翻訳と暗号解読のための学校の設立を行うことになる。
翌1943年（昭和18年）にはアメリカ陸軍の参謀部情報からの要請を受けて少佐として入隊し、ワシントンD.C.において日本軍の暗号解読や分析、心理戦などの対日情報戦に従事する。
第二次世界大戦終結後の1945年（昭和20年）11月には中佐として陸軍を除隊して、国務省の外交諮問委員会の極東小委員会の委員となり、天皇制の将来に対する政策や日本の支配から離れることになった朝鮮半島に対する政策立案などを担当する。

### ハーバード大学極東学会会長
1946年（昭和21年）にはハーバード大学に戻り、極東学会の副会長、会長を歴任する。なお、ハーバード大学時代の教え子にはジミー・カーター政権の国家安全保障問題担当大統領補佐官を務めたズビグネフ・ブレジンスキーらがいた。
1948年（昭和23年）9月、人文科学顧問団の一員として再び連合国の占領下の日本へと戻り、ダグラス・マッカーサーと会談した。
なお、1950年代前半にアメリカを襲った「赤狩り」旋風では、ハーバード大学の同僚である上記のノーマンや都留重人らがターゲットとなったが、この2人のようにイデオロギー的に偏りがない上に、中国史研究者であったものの、国務省では日本や朝鮮の政策にのみかかわっていたこともあり難を逃れた。

### 松方ハルと再婚

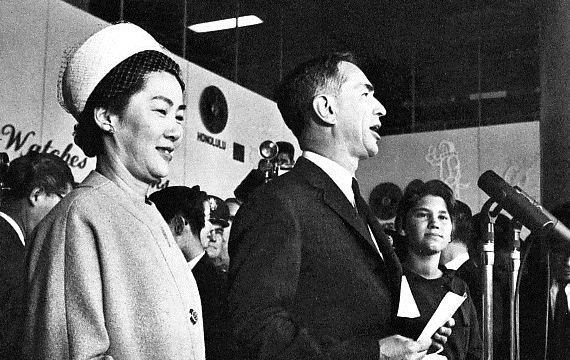
ライシャワー夫妻

1955年（昭和30年）にアドリエンが3人の子供を残し急逝し、1956年（昭和31年）には、さらにアメリカンスクール・イン・ジャパンの後輩である松方ハル（1915年8月6日 - 1998年9月23日）と日本において再婚する。披露のパーティーは父母が創設に尽力し、そのキャンパスに住んだ東京女子大学で行われた。松方ハルの周囲の人間は外国人男性との結婚に猛反対したという。
この年にハーバード燕京研究所所長となった（1963年まで）。1958年にはノーベル文学賞候補として谷崎潤一郎を推薦していたことが、2009年にノーベル財団への資料公開請求をおこなった朝日新聞の報道により明らかにされている。

### 駐日大使

#### 就任
日米間に大きな亀裂を残した安保闘争直後の1960年（昭和35年）夏、ハーバード燕京研究所所長として日本を訪れたライシャワーは「損なわれた対話 (Broken Dialogue)」と題した論文を外交専門雑誌『フォーリン・アフェアーズ』1960年10月号に発表し、「アメリカをはじめとする西側諸国は、日本の政府（閣僚や与党議員）や財界の指導者層だけでなく、野党や右翼、左翼活動家、知識人とも異端視することなく対話を重ね、日本の主流から外れた人々の実態や抱える不満を把握するべきである」と主張した。

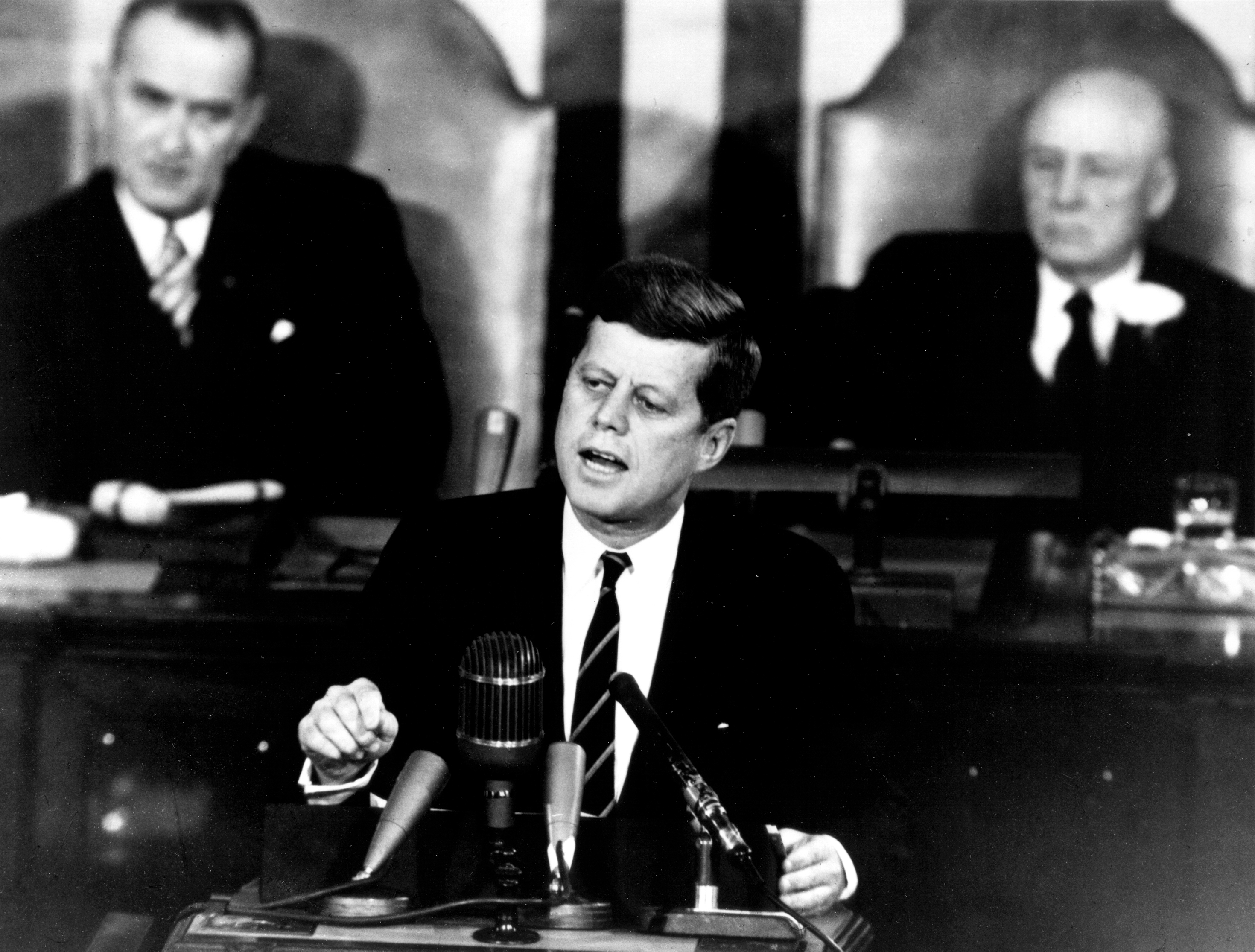
ジョン・F・ケネディ大統領とリンドン・B・ジョンソン副大統領（後左）

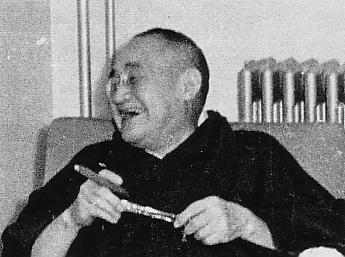
吉田茂元首相

この論文が当時就任して間もないジョン・F・ケネディ政権の国務次官であるチェスター・ボールズの補佐官のジェームス・C・トムソン・ジュニアの目にとまり、駐日特命全権大使への就任要請につながったと言われる。
ジョン・F・ケネディ大統領からの大使就任要請を受諾したライシャワーは、1961年（昭和36年）3月19日に駐日アメリカ特命全権大使として着任。日本生まれで日本語も話せる初駐日アメリカ特命全権大使であるライシャワーや、上流階級出身の日本人の妻は、当時の日本人から大きな関心を集めることになる。

#### 日米パートナーシップ

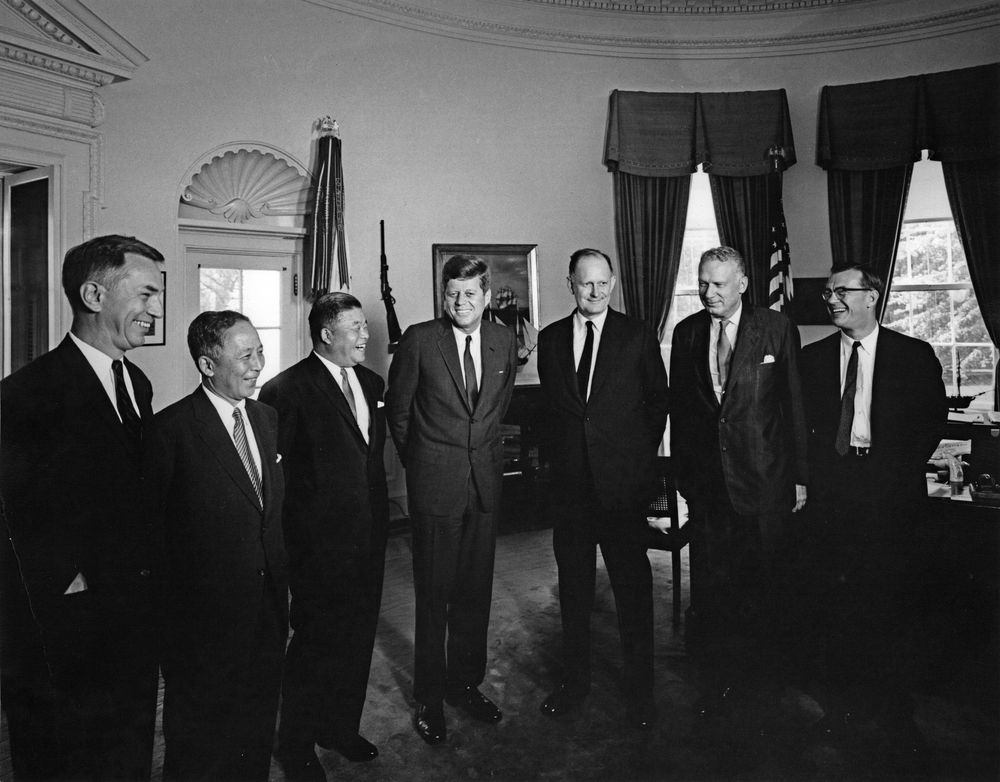
ジョン・F・ケネディ大統領（中央）、大平正芳外相(左から3番目）らとともに写るライシャワー（左端）。1963年、ホワイトハウスにて

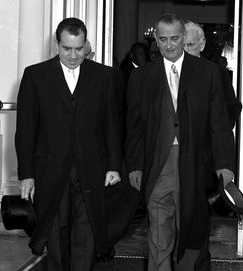
リチャード・ニクソンとリンドン・B・ジョンソン

出生や家族といった側面だけでなく、ライシャワーは上記の論文で主張した日本の多くの層との対話を実行に移し、全国に妻とともに積極的に出向き、市民との対話を行ったほか、昭和天皇などの皇族や、池田勇人や佐藤栄作などの現職の首相や、吉田茂や岸信介などの元首相などの与党リーダー層のみならず、社会党などの左派野党議員や石坂泰三などの経済人、池田大作などの宗教関係者や左派を含む労働組合関係者とも積極的に会談を行うなど、アメリカ本国のケネディ政権と協調して日米政府間の対等をアピールすることで、「日米パートナーシップ」、「ケネディ＝ライシャワー路線」と称される日米蜜月時代を演出しようとした。
また、冷戦下においてこれまで大使館とは微妙な関係を保っていた在日アメリカ軍との関係改善にも臨み、在日アメリカ軍司令官や太平洋軍司令官、そして沖縄の琉球列島高等弁務官などとも緊密な関係を取り続けた。さらに、日本を訪問したアヴェレル・ハリマンやリチャード・ニクソン、ロバート・ケネディなどの政界関係者と日本の政財界人との間をつなぐだけでなく、彼らに対して生まれた母国で同盟国でもある日本との関係の重要性を理解させるように努めた。
しかし、1963年（昭和38年）11月のケネディの暗殺後にリンドン・B・ジョンソン政権に代わった頃以降には、皮肉にも自らを抜擢したケネディ政権が始めたアメリカのベトナム戦争政策を起因とする、日本人の反米感情の高まりへの対処に苦慮することとなる。

#### 「ライシャワー事件」
1964年（昭和39年）3月24日にアメリカ大使館ロビーで当時19歳の少年（統合失調症で入院歴があった）にナイフで大腿を刺され重傷を負った。この時に虎ノ門病院で輸血を受け「これで私の体の中に日本人の血が流れることになりました」と発言し多くの日本人から賞賛を浴びたが、この輸血が元で輸血後肝炎に罹る。
3か月の入院を経て回復し（その後ハワイ州ホノルルの海軍の病院に検査のために再入院した）一時は辞任を考えたものの、「今退任し帰国すれば日本人は事件の責任を感じてしまうだろう」と考え留任することを決め、その後も駐日大使として活躍した。
この事件がきっかけになり売血問題がクローズアップされ、日本において輸血用血液事業は日本赤十字社が独占し、血液は献血により調達されることに閣議決定がなされた。厚生省も、精神科病院への隔離収容政策（社会的入院）を始め、翌年には精神衛生法（当時の名称）の改正がなされた。
事件発生の責任をとり、池田勇人 首相が衛星中継で日本国民を代表してアメリカ国民に向け謝罪したほか、事件翌日の3月25日に早川崇国家公安委員会委員長が引責辞任した。また外国要人の警護強化が課題となり、警視庁警護課（のちのセキュリティポリス）創設のきっかけとなった。

#### 辞任
しかし1965年以降、ますますベトナム戦争が拡大し日本人の対米感情がますます悪化しつつあった上に、ベトナム情勢に対する本国の政策に違和感を覚え、1966年（昭和41年）7月にワシントンD.C.に帰国した際にジョンソン大統領に辞任の意向を伝えた。
ジョンソン大統領からは、極東問題担当の国務次官への就任を依頼されたが拒否し、同年7月25日に辞任を発表。日本人の多くから惜しまれながらも8月19日に東京国際空港から帰国した。

### 帰国後
大使を辞任して帰国後、ハーバード大学教授に帰任、南ベトナムへの干渉や中華人民共和国の承認、沖縄返還、対韓国政策の再考などに関し精力的に発言 し、さらに日本を始めとする極東問題の専門家として歴代政権やヘンリー・キッシンジャー、教え子のズビグネフ・ブレジンスキーなどのアメリカの外交関係者、さらに中曽根康弘首相や韓国の野党指導者の金大中（その後大統領）に対しても様々な助言を行った。また、佐藤栄作のノーベル平和賞受賞（1974年）に際しては、佐藤の受賞の推薦文を記述した。
なお、1973年（昭和48年）にハーバード大学日本研究所所長に就任した他、同大学の東アジア研究評議会理事、OECD理事やアジア基金理事など数多くの役職を務め、日本及びアジア研究者として日米間を緊密に往復しつつ活躍した。

### 脳卒中と脳内出血
1964年（昭和39年）には上記の襲撃事件により肝炎に罹患、大使退任後も度々の発症に悩まされていた上に、1975年（昭和50年）2月には脳卒中に見舞われた。
しかしその後回復を見せ、アメリカと日本を往復し、ハーバートでの講座を開く傍ら著書を出す日々に戻るものの、脳卒中の後遺症に特有の言語能力の低下、特に幼少から覚えたはずの日本語能力は多数語話者の患者に多く見られるように以前のように回復しなかった。その為にかつては会議などを日本語でこなせたものの、脳卒中以降はそれはかなわず、その為にいくつかの名誉職を退いた。

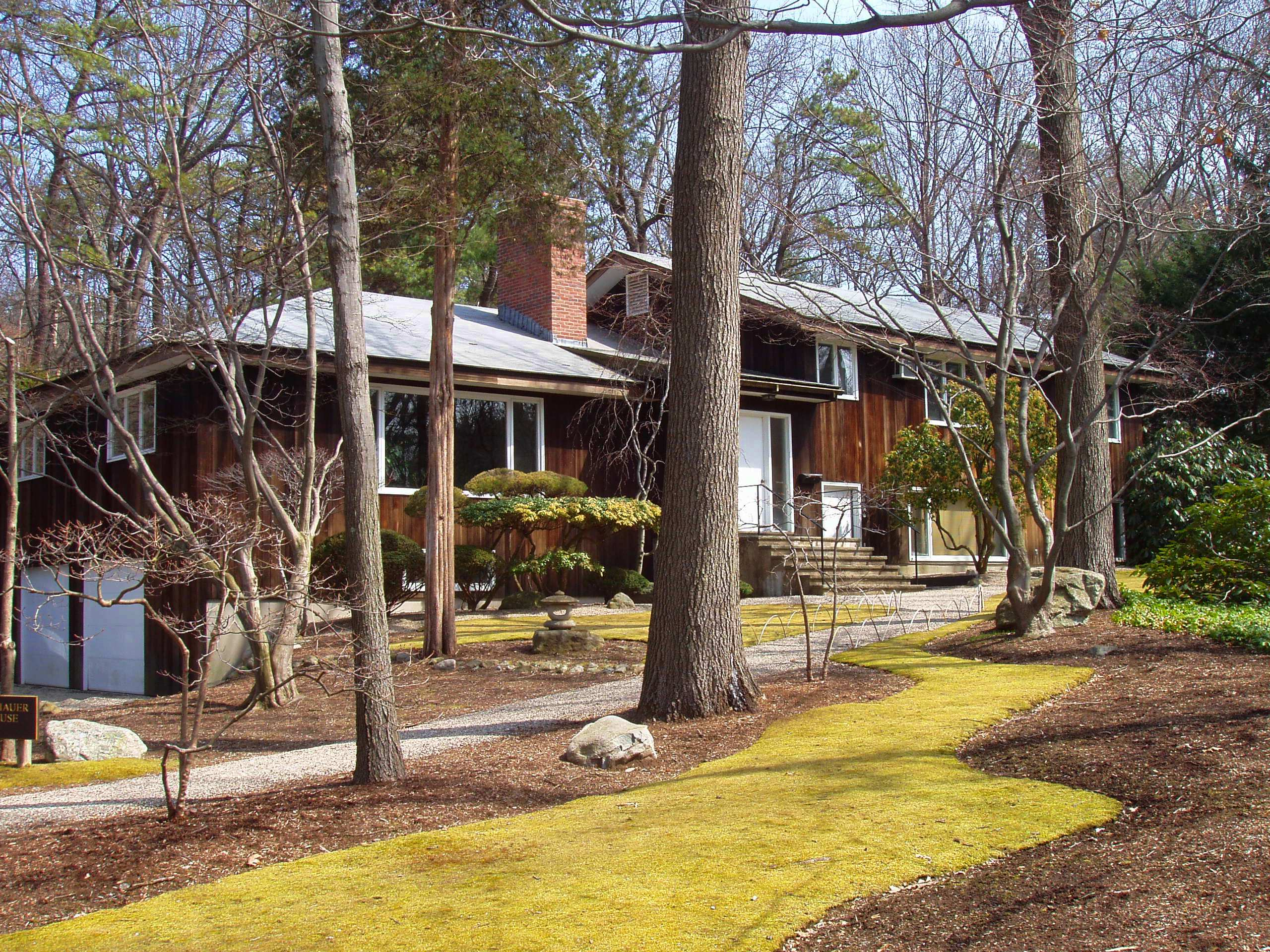
マサチューセッツ州の自宅

さらに1980年8月（昭和55年）には脳内出血にも見舞われたものの、同年10月に定年で退職するまでハーバード大学日本研究所などで研究活動を続けるなど活躍したほか、その後も多数の著書を出し続けた。なお、ハーバード大学日本研究所は、ライシャワー退職後の1985年（昭和60年）にライシャワーの業績をたたえて「ハーバード大学ライシャワー日本研究所 (RIJS)」と改称された。

### 晩年
ハーバード大学退職後以降もアメリカと日本を往復し、著書を出す生活をつづけ、また民間企業の役員となるなど、ペースは落としたものの精力的に仕事は続けた。1987年（昭和62年）冬には、公式訪米中の皇太子明仁親王・同妃美智子夫妻（いずれも当時）がライシャワー邸に滞在した。

### 死去
1990年（平成2年）の夏には上記の襲撃事件とその後の輸血以降に持病となった肝炎が悪化、延命治療を拒否し9月1日にライシャワーは79年の生涯に自らの意思で幕を下ろした。ライシャワーの遺灰は「日本とアメリカの架け橋になりたい」との遺言により、太平洋に散骨された。

## 逸話

### 京都の爆撃回避について
ライシャワーは戦後に西ドイツで書かれた『千の太陽より明るく』という題名の本の中に、「ライシャワーが第二次世界大戦中にアメリカ陸軍で対日情報戦の専門家として働いていた頃、ある時アメリカ陸軍航空隊による日本の主要都市の爆撃リストを受け取る。そしてその中に、数々の名所、旧跡を持つ古都である（と同時に西日本の交通の要衝でもある）京都の名前があり、そのあまりの無知、無軌道さに愕然としたという。ショックのあまりに自分の上司のオフィスに駆け込み大粒の涙をこぼしながら上司に京都を爆撃リストから外す事を必死に頼み込んだという。ライシャワーの必死の説得に心を打たれた上司は、陸軍長官ヘンリー・スティムソンに事情を説明する。そのスティムソンもまた、自分のハネムーンで京都を訪れて以来日本に感銘を受け、京都をリストから除外する事に尽力。日本の文化遺産、古都である京都はアメリカ軍機による爆撃を免れ今日までその文化遺産を伝えている」という逸話がある。
しかし、ライシャワーはこの逸話の存在を自伝『ライシャワー自伝』内で完全に否定している 上に、吉田守男によれば、京都が空襲を受けなかったのはそのような理由ではなく、さらに大戦末期に至るまで本格的な戦略爆撃を受けなかった京都は、「原爆による破壊効果を測定しやすい」という観点から、広島と長崎に次ぐ第3の原爆投下予定地の1つであったことが明らかにされている。京都は当時、日本陸軍第16師団の衛戍地である上、東京方面から大阪や神戸などの大都市に抜ける交通の要所として、燃料や石炭、鉄鉱石、石灰石などを運ぶ非常に重要な役割を果たしており、しかも三菱や島津製作所の軍需工場などが多数存在するという「軍事都市」としての位置づけもあり、当然のごとく戦略目標であった。また京都府には日本に数少ないニッケル鉱山である大江山やタングステンの鉱山を多数を抱えていた。

### ベトナム戦争報道をめぐって
1965年秋、ライシャワーは毎日新聞は西側のメディアとして初めて、ベトナム戦争下の当時の北ベトナムの取材をおこなった。その中で10月3日朝刊に当時の外信部長だった大森実が自ら取材・執筆した「米軍が北ベトナム・クインラップにあるハンセン病病院を爆撃したことは、北ベトナムの記録映画から見て事実である」という報道に対し、記者会見で「全く事実に反している」と大森を名指しする形で批判した。大森はこの報道が遠因となって毎日新聞を退社した。しかし、当時ライシャワーの特別補佐官だったジョージ・パッカードによると、ライシャワーはハノイの情勢を十分把握した上でこの発言をおこなったわけではなく、後年「私の外交官人生で最悪の間違いだった」と語って大森に謝罪したいと生涯考えていたという。

### 「ライシャワー発言」
1981年（昭和56年）5月18日付毎日新聞に、古森義久記者の取材に対する「非核三原則の規定する持ち込みとは陸揚げを指し、核兵器を搭載した艦船の寄港は含まない」「日米間の了解の下で、アメリカ海軍の艦船が核兵器を積んだまま日本の基地に寄港していた」「これについては日米安保条約の規定する"事前協議"の対象とならないことを日本側も了解していた」とのライシャワーの発言が掲載された。「核兵器搭載艦船は日本寄港の際にわざわざ兵器を降ろしたりしない」の「ラロック証言」と並び有名な「ライシャワー発言」である。これにより、「非核三原則」違反を元アメリカ大使が認めたとして日本政府が野党などの追及を受けることになる。これに対して日本政府は園田直外相が当時のマイケル・マンスフィールドアメリカ大使から、ラロック証言の後にアメリカ政府が表明した「日本政府の核政策に背かない（したがって核持ち込みはない）」との旨の再確認をとりつけ、あわせて更なる対米交渉を行うつもりはないとして押し切っている。
また、この発言の直前にたまたま福岡放送が山田弾薬庫跡地で「Buddy,care nuclear casualty(仲間よ、核災害に注意せよ)」との英語表記の看板があることを突き止めており、ライシャワー発言には福岡放送も驚いたという。看板の詳細の意味が分からないままライシャワー発言の3日後、当時の楢崎弥之助国会議員が国会で看板問題を追及した日に、FBSニュースリポートとNNN JUST NEWSでスクープとして放送された。（出典：『メディアのしくみ: 新聞に制圧される地方テレビ局』南條岳彦著、明石書店、1996）
なお、後の1999年（平成11年）には、日本の大学教授がアメリカの外交文書の中に「1963年にライシャワーが当時の大平正芳外務大臣との間で、日本国内の基地への核兵器の持ち込みを了承した」という内容の国務省と大使館の間で取り交わされた通信記録を発見し、この発言を裏付けることになった。
この様に当時のアメリカ大使が日本への核持ち込みを認め、その後大学教授が当時の外相とアメリカ大使の間で核持ち込みについて了承を行ったことを証明したのにもかかわらず、当時の自由民主党政権はその事実を認めることはなかった。2009年（平成21年）8月に衆議院選挙に勝利して与党となった民主党の鳩山政権の岡田克也外務大臣は、就任後にこれを「日米核持ち込み問題」として問題視し、調査を行い同年11月末を目途に公開するよう外務省に命令した。
他にも、沖縄返還直前の1967年、「沖縄の部隊をそっくりグアムに移転させることは可能、費用は総額30億から40億ドル」と発言している。この直後、基地を撤退させない方針となったことが、2011年2月に公開された日本側外交文書で明らかになった。

### その他
- 大使を務めたころには、日本語の会話能力は高かったにもかかわらず、駐日アメリカ大使として公の場に出る際には日本語を使わず、必ず個人通訳の西山千を通じて話していた（なお、ライシャワーに限らず、大使や閣僚などの公人は外国語を公の場では口にせず通訳を介するのが通常である）。しかし、皇族などと話す時は、この限りではなかった。また、大学などで比較的カジュアルな講演を行う際には、通訳が英語で話し、それにライシャワーが日本語で答えるという遊びを行い、喝采されることもあった。
- しかし、大使辞任後の1975年と1983年に罹った脳卒中や脳内出血の後遺症で、晩年には上述した子供の頃から時間をかけて習得した高い日本語の能力を、相当量失うに至った。
- 『ライシャワー自伝』などの複数の著書の中で、第二次世界大戦後に制定された日本国憲法について「日本人自身によって制定されたものではなかった」、「アメリカを中心とした連合国によって作られ制定させられた」と書いている。

## 栄誉
- 1957年 - フランス文学院よりスタニスラス・ジュリアン賞
- 1968年 - 勲一等旭日大綬章

## 研究事績
- マッキューン＝ライシャワー式朝鮮語ローマ字表記を考案した。
- 「近代化」論を展開し、近代日本の再評価を行った。

### 自著（抜粋）
- Ennin's Travels in T'ang China, Ronald Press Company, 1955.
  - 『世界史上の円仁―唐代中国への旅』 実業之日本社、1963年／原書房、1984年／講談社学術文庫、1999年
- Wanted: an Asian policy Knopf, 1955.
  - 『転機にたつアジア政策』 一橋書房、1957年。
- The United States and Japan, Viking Press, 1965, 3rd ed.
  - 『ライシャワーの見た日本』 徳間書店、1967年／徳間文庫、1991年
- Beyond Vietnam: the United States and Asia, Vintage Books, 1967.
  - 『ベトナムを越えて』 新潮社〈新潮選書〉、1968年。
- The Japanese, Belknap Press, 1977.
  - 『ザ・ジャパニーズ』 文藝春秋、1979年／角川ソフィア文庫、2019年
- Japan The Story of a Nation, C.E. Tuttle, 1978, 3rd ed.
  - 『ライシャワーの日本史』 文藝春秋、1986年／講談社学術文庫、2001年
- My Life Between Japan and America, Harper & Row, 1986.
  - 『ライシャワー自伝』 文藝春秋、1987年。
- The Japanese Today : Change and Continuity, C.E. Tuttle, 1988.
  - 『ザ・ジャパニーズ・トゥデイ』 文藝春秋、1990年。
- 『真の国際化とは』 チャールズ・イー・タトル出版、1988年、新装版2009年
- 『日本近代の新しい見方』 講談社現代新書、1965年。大使在任中の著作
- 『日本との対話 ライシャワー博士の考え方』 時事通信社〈時事新書〉、1961年。同上
- 『日本への自叙伝』 NHK取材班構成・編、日本放送出版協会、1982年。
- 『地球社会の教育 21世紀世界の人間づくり』 サイマル出版会、改訂版1984年

### 翻訳
- Ennin's Diary: The Record of a Pilgrimage to China in Search of the Law, Ronald Press Company, 1955.
  - 円仁『入唐求法巡礼行記』の研究英訳

### 共著
- 『ライシャワーの直言』 聞き手ジョン・ヤング＋ビョンヘイ・チャン、赤谷良雄訳、日本リクルートセンター出版部（のちメディアファクトリー）、1983年
- 『日本の国際化 ライシャワー博士との対話』 納谷祐二・小林ひろみ訳、文藝春秋、1989年。インタビュー形式での著作
- 『ライシャワーの遺言』 納谷祐二・小林ひろみ著訳、講談社、1993年。同上
- 『ライシャワー大使日録』 ハル夫人との共著、入江昭監修、講談社、1995年／講談社学術文庫、2003年

## 伝記
- ジョージ・パッカード 『ライシャワーの昭和史』 森山尚美訳、講談社、2009年。著者は大使時代の特別補佐官
- 上坂冬子 『ハル・ライシャワー』 講談社、1994年、講談社+α文庫、1999年
- 高嶋幸世 『ノーマン家とライシャワー家 日本と北米の関係構築にはたした役割』シーズ・プランニング、2016年